# Jelenlét (film, 2024)
A Jelenlét (eredeti cím: Presence) 2024-ben bemutatott amerikai természetfeletti thriller filmdráma, amelyet Steven Soderbergh rendezett és David Koepp írt. A főbb szerepekben Lucy Liu, Chris Sullivan és Callina Liang látható.
A film világpremierje 2024. január 19-én volt a Sundance Filmfesztiválon. A Amerikai Egyesült Államokban 2025. január 24-én mutatta be a Neon. Magyarországon február 6-án jelent meg az ADS Service forgalmazásában. Általánosságban pozitív visszajelzéseket kapott a kritikusoktól, és 10,5 millió dolláros bevételt hozott.

## Cselekmény
A négytagú Payne család − Rebekah, Chris, Tyler és Chloe egy nagy külvárosi házba költözik, amelyet egy poltergeist (a „Jelenlét” néven ismert) lakja.
A Jelenlét tanúja a háztartáson belüli viszonyok növekvő romlásának. A szülők házassága krízisbe került: Rebekah pénzügyi csalást követett el a munkahelyén. Chris azt fontolgatja, hogy otthagyja feleségét. Rebekah megszállottan rajong az arrogáns úszóbajnok Tylerért, és kevés figyelmet fordít a lányára, Chloéra. Eközben Chris aggódik Chloe miatt, mert a legjobb barátnője, Nadia halálát gyászolja, aki egyike a közösség két fiatal nőjének, akik nemrég haltak meg álmukban. Tyler úgy véli, a fiatal nők drogfüggők voltak.
Chloe megérzi a Jelenlétet, amely gyakran a hálószobai szekrényében leselkedik, és úgy véli, Nadia szelleme az. Chloe találkozik Tyler egyik barátjával, Ryannel. Betépnek, majd a veszteségről és a gyászról folytatnak beszélgetést, mígnem Chloe összeomlik, és zokog, miközben Ryan vigasztalja őt. Elmondja neki, hogy ő dönti el, mikor és hol szexelnek, beszél a pszichológiai problémáiról és az önkontroll iránti megszállottságáról. A Jelenlét ledönt egy polcot Chloe szekrényében, hogy megakadályozza az intim együttlétüket. Néhány nappal később, miután Chloe és Ryan végül szexelnének, Ryan gyanús fehér port tesz Chloe italába, de a Jelenlét kiönti, mielőtt Chloe meginná. Eközben Tyler és barátai megtréfálják az egyik osztálytársukat; intim fotót kérnek tőle, amit aztán a közösségi oldalakon terjesztenek. Rebekah megbocsátó, de Chris és Chloe megdöbbenéssel fogadják. A Jelenlét tönkreteszi Tyler szobáját, felfedve ezzel a létezését a család többi tagja előtt.
Chris felvette a kapcsolatot az ingatlanügynökkel, aki hangsúlyozta, hogy senki sem halt meg a házban, mivel az ügynökségnek törvényileg kötelessége lenne ezt nyilvánosságra hozni, de azt javasolta, hogy sógornője, aki médium, látogassa meg. A médium megérzi a jelenlétet, és észreveszi a kandallópárkányba épített régi tükröt, amely segít neki a „spirituális dimenzióba” látni. Rájön, hogy Chloe is érzi, ugyanis egy trauma hatására kinyílik a metafizikai „ajtó”. Hozzáteszi, a Jelenlét okkal van a házban, és felveti, hogy a jelen és a múlt összekeveredésével a megrekedt idő csapdájába eshetett. Tyler és Rebekah abszurdnak találja ezt a történetet. Chloe és Chris beszélgetést folytatnak, amelyben Chris elárulja, hogy elhiszi Chloe állításait, és bevallja, idővel vallásosabbá vált. A médium később visszatér, és közli Chrisszel, szerinte a Jelenlét azért van ott, hogy megakadályozzon egy jövőbeli eseményt, aminek valami köze van „az ablakhoz, ami nem nyílik ki”.
Ryan ragaszkodik hozzá, hogy Chloe-val együtt töltsék az éjszakát, amíg a szülei üzleti úton vannak, Chloe azonban figyelmezteti, hogy Tyler is ott lesz. Miután a szülők elmentek, Ryan Ambiennel kábítja el Tylert, és a nappaliban hagyja aludni, miközben Chloe-nak újabb droggal kevert italt visz. Chloe elmondja Ryannek, nagyon kényelmetlenül érzi magát, de a fiú azzal vigasztalja és manipulálja, hogy csak beszélgetni fognak, miközben iszogatnak. A lány megissza a kevert italt, amitől nem lesz reakcióképes. Ryan ezután azzal dicsekszik, hogy megölte Nadiát, és túladagolásnak állítja be. Fóliával többször is megpróbálja megfojtani Chloét. A Jelenlét kétségbeesetten felébreszti Tylert, aki felszalad az emeletre, és nekiront Ryannek, a lendület mindkettőjüket keresztülviszi az ablakon. A Jelenlét az ablakon át az alatta lévő sikátorba néz, ahogy már sokszor megtette; látható, hogy Tyler és Ryan holtan fekszenek a földön.
A család elhagyja a házat. Mielőtt elmegy, Rebekah megérzi a Jelenlétet, és követi a tükörhöz, ahol meglátja Tyler tükörképét, és összeomlik a gyászban. Miután elérte célját, a Jelenlét/Tyler távozik, még egyszer utoljára a ház fölött lebegve.

## Szereplők
| Szerep                                              | Színész                | Magyar hang     |
| --------------------------------------------------- | ---------------------- | --------------- |
| Rebekah Payne, Chris felesége, Chloe és Tyler anyja | Lucy Liu               | Kökényessy Ági  |
| Chris Payne, Rebekah férje, Chloe és Tyler apja     | Chris Sullivan         | Dózsa Zoltán    |
| Chloe Payne, Rebekah és Chris lánya és Tyler húga   | Callina Liang          | Csuha Borbála   |
| Tyler Payne, Rebekah és Chris fia és Chloe bátyja   | Eddy Maday             | Baradlay Viktor |
| Ryan Caldwell, Tyler új barátja                     | West Mulholland        | Gacsal Ádám     |
| Cece, az ingatlanügynök                             | Julia Fox              | Erdős Borcsa    |
| Lisa, a médium                                      | Natalie Woolams-Torres | Makay Andrea    |
| Carl, Lisa férje                                    | Lucas Papaelias        | Bodrogi Attila  |

### Magyar változat
- Magyar szöveg: Borsi Bálint
- Hangmérnök és szinkronrendező: Kelemen Tamás
- Vágó: Orosz Dávid
- Rendezőasszisztens : Fazekas Eszter
- Gyártásvezető: Molnár Melinda
- Produkciós vezető: Kovács Anita

A szinkront a Dream Voice Stúdió készítette el.

## A film készítése
A David Koepp által írt, valamint Steven Soderbergh által rendezett filmet csak 2023 decemberében jelentették be hivatalosan, amikor kiderült, hogy a 2024-es Sundance Filmfesztiválon lesz látható. A forgatás 11 napon át zajlott 2023 szeptemberében, a 2023-as SAG-AFTRA sztrájkból származó ideiglenes SAG-AFTRA megállapodással. A filmet teljes egészében belső nézetből vették fel, egy cranfordi házban, New Jerseyben.

## Bemutató
A filmet először a 2024-es Sundance Filmfesztiválon mutatták be 2024. január 19-én. Nem sokkal később a Neon 5 millió dollárért megszerezte a film forgalmazási jogait.
A film premierje 2025. január 16-án volt New Yorkban. Az Amerikai Egyesült Államokban 2025. január 24-én került a mozikba.